# Se ti investo mi sposi?
Se ti investo mi sposi? (Elvis Has Left the Building) è un film del 2004 diretto da Joel Zwick, interpretato da Kim Basinger e John Corbett.

## Trama
Harmony è una rappresentante di cosmetici "Pink Lady" di grande successo, ma sfortunata in amore, e convinta che la propria vita sia in qualche modo legata a quella del grande Elvis (Harmony è nata durante un suo concerto). Durante uno dei suoi lunghi viaggi di lavoro, mentre Harmony medita sul perché lei senta così vuota la propria vita, finisce per creare un terribile incidente, in cui perdono la vita tre sosia di Elvis.
Convinta che la polizia la stia inseguendo, Harmony si dà alla fuga, e conosce Miles Taylor, di cui finisce per innamorarsi. Miles è in viaggio per Las Vegas, per firmare le ultime carte che ufficializzeranno il suo divorzio da Belinda. Il fato vuole che Miles viaggi con un abito "da Elvis", chiesto indietro da Belinda, e Harmony si convince che sia un cattivo segno, e che se l'uomo rimarrà accanto a lei, finirà per essere ucciso. Per tale motivo, Harmony fugge anche da Miles, creando una serie di situazioni paradossali e divertenti...

## Curiosità
- Nel film c'è un fugace cameo di Tom Hanks nel ruolo di uno dei tanti sosia di Elvis, che la protagonista inavvertitamente uccide.